# Colin Sturgess
Pour les articles homonymes, voir Sturgess.
Colin Sturgess est un coureur cycliste anglais, né le 15 décembre 1968 à Wakefield. Professionnel entre 1989 et 1999, il a été champion du monde de poursuite en 1989. Il a été introduit au British Cycling Hall of Fame en 2009.

## Palmarès sur piste

### Championnats du monde
- Lyon 1989
  -  Champion du monde de poursuite

- Stuttgart 1991
  -  Médaillé de bronze de la poursuite

### Jeux du Commonwealth
- 1986
  -  Médaillé d'argent de la poursuite
- 1998
  -  Médaillé d'argent de la poursuite par équipes

### Championnats nationaux
- 1987
  -  Champion de Grande-Bretagne de poursuite amateurs
  - 2e du championnat de Grande-Bretagne du kilomètre
- 1988
  -  Champion de Grande-Bretagne de poursuite amateurs
  -  Champion de Grande-Bretagne de course aux points
- 1989
  -  Champion de Grande-Bretagne de poursuite
- 1990
  -  Champion de Grande-Bretagne de poursuite
  - 3e du championnat de Grande-Bretagne du keirin
  - 3e du championnat de Grande-Bretagne de l'omnium
- 1991
  -  Champion de Grande-Bretagne de poursuite
  - 3e du championnat de Grande-Bretagne de l'américaine

## Palmarès sur route
- 1988
  - 3ea étape du Tour de Flandre-Occidentale

- 1990
  -  Champion de Grande-Bretagne sur route

- 1991
  - 2e étape du Tour of North East Derbyshire